# Бейли, Клод
Клод Бейли (фр. Claude Beylie; 22 февраля 1932, Сарла-ла-Канеда, Дордонь, Франция — 30 января 2001, Канны, Франция) — французский кинокритик и историк кино.

## Биография
Клод Бэйли родился 22 февраля 1932 года в городе Сарла-ла-Канеда, департамент Дордонь во Франции. Получив диплом по литературе, писал статьи для журналов "Cinéma" (1957-1991), "Les Cahiers du cinéma" (1958-1963), потом для "Écran" и "L'Avant-scène cinéma", в котором также был главным редактором (1977-1991).
Клод Бейли преподавал в Университете Париж-1 Пантеон-Сорбонна и в 1973 году был основателем и почетным президентом университетской Синематеки; с 1988 по 1993 возглавлял Синдикат французских кинокритиков.
Клод Бейли написал более 20 книг, в частности, биографий французских кинематографистов Макса Офюльса, Марселя Паньоля, Жана Ренуара и Жака Беккера.
В 1989 году Клод Бэйли входил в состав международного жюри 42-го Каннского международного кинофестиваля, возглавляемого Вимом Вендерсом.
Клод Бейли умер 26 января 2001 года в Каннах в возрасте 68-ми лет.

### Переводы на других языках
- "'Клод Бейли"'. Кино: фильмы, ставшие событиями = Les films-clés du sinéma. — СПб.: Академический проект, 1998. — 400 с. — 3000 экз. — ISBN 5-7331-0127-X.